# Saint-Mard-de-Réno
Saint-Mard-de-Réno és un municipi francès situat al departament de l'Orne i a la regió de Normandia. L'any 2007 tenia 433 habitants.

## Demografia

### Població
El 2007 la població de fet de Saint-Mard-de-Réno era de 433 persones. Hi havia 176 famílies de les quals 40 eren unipersonals (24 homes vivint sols i 16 dones vivint soles), 76 parelles sense fills i 60 parelles amb fills.
La població ha evolucionat segons el següent gràfic:
Habitants censats

### Habitatges
El 2007 hi havia 292 habitatges, 178 eren l'habitatge principal de la família, 80 eren segones residències i 34 estaven desocupats. 287 eren cases i 5 eren apartaments. Dels 178 habitatges principals, 150 estaven ocupats pels seus propietaris, 27 estaven llogats i ocupats pels llogaters i 1 estava cedit a títol gratuït; 10 tenien dues cambres, 25 en tenien tres, 51 en tenien quatre i 92 en tenien cinc o més. 116 habitatges disposaven pel capbaix d'una plaça de pàrquing. A 81 habitatges hi havia un automòbil i a 83 n'hi havia dos o més.

### Piràmide de població
La piràmide de població per edats i sexe el 2009 era:
| Homes | Edats   | Dones |
| ----- | ------- | ----- |
| 0     | 95 o +  | 0     |
| 0     | 90 a 94 | 0     |
| 4     | 85 a 89 | 0     |
| 0     | 80 a 84 | 0     |
| 20    | 75 a 79 | 16    |
| 20    | 70 a 74 | 12    |
| 12    | 65 a 69 | 16    |
| 8     | 60 a 64 | 4     |
| 8     | 55 a 59 | 8     |
| 16    | 50 a 54 | 24    |
| 28    | 45 a 49 | 16    |
| 4     | 40 a 44 | 24    |
| 20    | 35 a 39 | 4     |
| 20    | 30 a 34 | 12    |
| 0     | 25 a 29 | 20    |
| 8     | 20 a 24 | 8     |
| 28    | 15 a 19 | 8     |
| 0     | 10 a 14 | 12    |
| 4     | 5 a 9   | 4     |
| 8     | 0 a 4   | 16    |

## Economia
El 2007 la població en edat de treballar era de 277 persones, 204 eren actives i 73 eren inactives. De les 204 persones actives 194 estaven ocupades (103 homes i 91 dones) i 10 estaven aturades (5 homes i 5 dones). De les 73 persones inactives 34 estaven jubilades, 20 estaven estudiant i 19 estaven classificades com a «altres inactius».

### Ingressos
El 2009 a Saint-Mard-de-Réno hi havia 180 unitats fiscals que integraven 434 persones, la mediana anual d'ingressos fiscals per persona era de 16.422 €.

### Activitats econòmiques
Dels 14 establiments que hi havia el 2007, 2 eren d'empreses alimentàries, 1 d'una empresa de fabricació d'altres productes industrials, 3 d'empreses de construcció, 2 d'empreses d'hostatgeria i restauració, 1 d'una empresa d'informació i comunicació, 3 d'empreses de serveis i 2 d'empreses classificades com a «altres activitats de serveis».
Dels 2 establiments de servei als particulars que hi havia el 2009, 1 era un paleta i 1 lampisteria.
L'únic establiment comercial que hi havia el 2009 era una fleca.
L'any 2000 a Saint-Mard-de-Réno hi havia 17 explotacions agrícoles que ocupaven un total de 1.296 hectàrees.

## Poblacions més properes
El següent diagrama mostra les poblacions més properes.